# Крозе (Јура)
Крозе (фр. Crozets) насеље је и општина у источној Француској у региону Франш-Конте, у департману Јура која припада префектури Сен Клод.
По подацима из 2011. године у општини је живело 215 становника, а густина насељености је износила 28,33 становника/km². Општина се простире на површини од 7,59 km². Налази се на средњој надморској висини од 835 метара (максималној 1064 m, а минималној 720 m).

## Демографија
| 1962. | 1968. | 1975. | 1982. | 1990. | 1999. | 2011. |
| ----- | ----- | ----- | ----- | ----- | ----- | ----- |
| 215   | 205   | 210   | 193   | 188   | 202   | 215   |

График промене броја становника у току последњих година